# Acanthopale macrocarpa
Acanthopale macrocarpa är en akantusväxtart som beskrevs av Vollesen. Acanthopale macrocarpa ingår i släktet Acanthopale och familjen akantusväxter. Inga underarter finns listade i Catalogue of Life.